# Sojva
Sojva (rusky Сойва) je řeka v Komiské republice v Rusku. Je dlouhá 154 km. Povodí řeky je 1790 km².

## Průběh toku
Ústí zleva do Severní Mylvy (povodí Pečory).

## Vodní režim
Zdrojem vody jsou převážně sněhové srážky. Průměrný roční průtok vody ve vzdálenosti 24 km od ústí činí 20,2 m³/s. Zamrzá na konci října až na začátku listopadu a rozmrzá na konci dubna až na začátku května. Nejvyšší vodní stav má od konce dubna do června.

## Využití
Na řece leží vesnice Nižňaja Omra.